# Inka Grings
Inka Grings (Düsseldorf, 31 d'octubre de 1978) és una entrenadora de futbol i antiga davantera. Va ser internacional amb Alemanya entre 1996 i 2012, marcant 64 goals i guanyant les Eurocopes 2005 i 2009 (sent la màxima goletjadora de tots dos torneigs) i un brontze olímpic als Jocs de Sidney. A nivell de clubs va guanyar 1 Lliga de Campions, 1 Lliga i 3 Copes d'Alemanya amb el Duisburg i 2 Lligues i 2 Copes de Suïssa amb el Zürich.
Va ser la màxima golejadora de la Bundesliga en sis ocasions, i de la Lliga de Campions en dues. Va ser nomenada millor jugadora d'Alemanya al 1999, 2009 i 2010, i la seva millor posició al FIFA World Player va ser una 5a posició al 2009.
Actualment entrena al Duisburg a la 2a Divisió alemanya.

## Trajectòria

### Jugadora
| Temporades      | Club              | Títols                                  | Selecció (fases finals)                                                                                                |
| --------------- | ----------------- | --------------------------------------- | --- |
| 94/95 - 10/11 0 | FCR Duisburg 0    | 1 Lliga de Campions, 1 Lliga, 3 Copes 0 | Mundial 1999 (quarts) Jocs Olímpics 2000 (3r lloc) Eurocopa 2005 (campió) Eurocopa 2009 (campió) Mundial 2011 (quarts) |
| 11/12 - 12/13   | FC Zürich         | 2 Lligues, 2 Copes                      | |
| 2013            | Chicago Red Stars |                                         | |
| 14/15           | 1.FC Colònia      |                                         | |

### Entrenadora
| Temporades   | Club         | Títols |
| ------------ | ------------ | ------ |
| 14/15 - act. | MSV Duisburg |        |